# Yeongjong

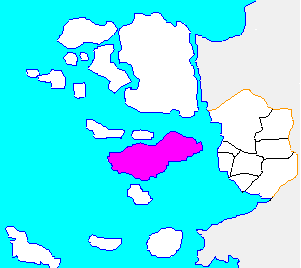
Locatie van het eiland

Yeongjong is een eiland ten westen van de kust van de stad Incheon in de provincie Gyeonggi-do van Zuid-Korea. Het eiland maakt deel uit van de agglomeratie Incheon en de wijk Jong-gu. Het is een exclave van Jong-gu, omdat je er alleen via een brug naar Seo-gu kunt komen. 
Het eiland staat beter bekend als locatie van Incheon International Airport, gebouwd op van de zee gewonnen land tussen de eilanden Yeongjong en Yongyu. In november 1992 werd begonnen met de aanleg van de dijken tussen de twee eilanden. Twee jaar later was ruim 17 kilometer aangelegd en konden baggerschepen tussen de dijken zand storten. In totaal werd zo'n 4700 hectare aan land opgespoten. Het vliegveld is nog groter en heeft nog bijna 900 hectare op de twee eilanden in gebruik.
Naast de luchthaven staat het eiland ook bekend om het strand van Eulwangni aan de westkust, het kuuroord Haesoopia in het zuiden, de vismarkt en de Yongguksa-tempel.